# Olapa ituri
Olapa ituri är en fjärilsart som beskrevs av Collenette 1931. Olapa ituri ingår i släktet Olapa och familjen tofsspinnare. Inga underarter finns listade i Catalogue of Life.